# 博格丹·亚当
博格丹·亚当（匈牙利語：Bogdán Ádám，發音：[ˈboɡdaːn ˈaːdaːm]；1987年9月27日—），匈牙利足球运动员，司职守门员。

## 俱乐部生涯
博格丹在匈牙利联赛球队華沙斯开始其职业生涯。2007年8月，他和英超球队博尔顿签约2年，并在2009年和博尔顿续约至2011年6月。
2009年9月，博格丹被租借到英格兰足球乙级联赛球队克鲁一个月，并在9月29日克鲁主场3比2击败伯利的比赛中出场。
2010年8月24日，博格丹在博尔顿1比0击败南安普顿的联赛杯比赛中首次代表博尔顿出场。5天后，即8月29日，在博尔顿和伯明翰的联赛比赛进行至37分钟时，由于博尔顿主力门将耶斯凯莱伊宁和对手冲突被红牌罚下，博格丹替补登场完成英超首秀。9月11日，博格丹在和阿森纳的比赛中首次在英超联赛首发亮相。耶斯凯莱伊宁回归后，博格丹又成为替补球员，但在联赛杯和足总杯仍得到出场机会。2011年3月31日，博格丹和博尔顿续约至2014年。
2011/12赛季，由于耶斯凯莱伊宁遭遇伤病困扰，博格丹获得更多的出场机会。2011年10月2日，博格丹赛季首次英超登场，但却被对手切尔西灌进5球。这场比赛过后，他又重新回到替补席上。3个月后，耶斯凯莱伊宁的受伤让博格丹成为球队的先发门将。2012年1月4日，博格丹在古迪逊公园球場对阵埃弗顿的客场比赛中再次得到出场机会。但这场比赛博格丹却将埃弗顿的美国门将在102码远的解围球漏进自家大门，所幸球队随后连进两球逆转对手。但之后几场比赛博格丹的表现非常出色，特别是2月1日主场0比0逼平阿森纳的比赛中。耶斯凯莱伊宁伤愈后，博格丹依然坐稳球队的先发门将位置，虽然他的表现依然出色，但博尔顿还是在赛季结束后降级到英冠联赛。
利物浦
2015年6月11日，博格丹以自由身加盟英超球隊利物浦。

## 国际比赛生涯
2008年10月，博格丹首次被招入匈牙利国家队，在1比0击败马耳他的比赛中进入大名单，但没有出场。2011年6月，博格丹首次代表匈牙利国家队出战，对手是卢森堡，他打满90分钟，力保大门不失，帮助匈牙利队1比0击败对手。

## 外部連結
- 足球数据库：亚当·博格丹的球员统计数据